# Růžena Holubová
Růžena Holubová (též německy Rosa Holub, rozená Rosa Hof, 11. května 1865 Biedermannsdorf – 28. září 1958 Vídeň) byla rakouská cestovatelka, amatérská bioložka a etnoložka, manželka cestovatele a etnologa Emila Holuba, nositelka Zlatého záslužného kříže s korunou a čestná občanka města Holice. V letech 1883 až 1887 absolvovala se svým manželem jeho druhou expedici do Afriky, nedokončený přechod kontinentu z jihu na sever.

## Život

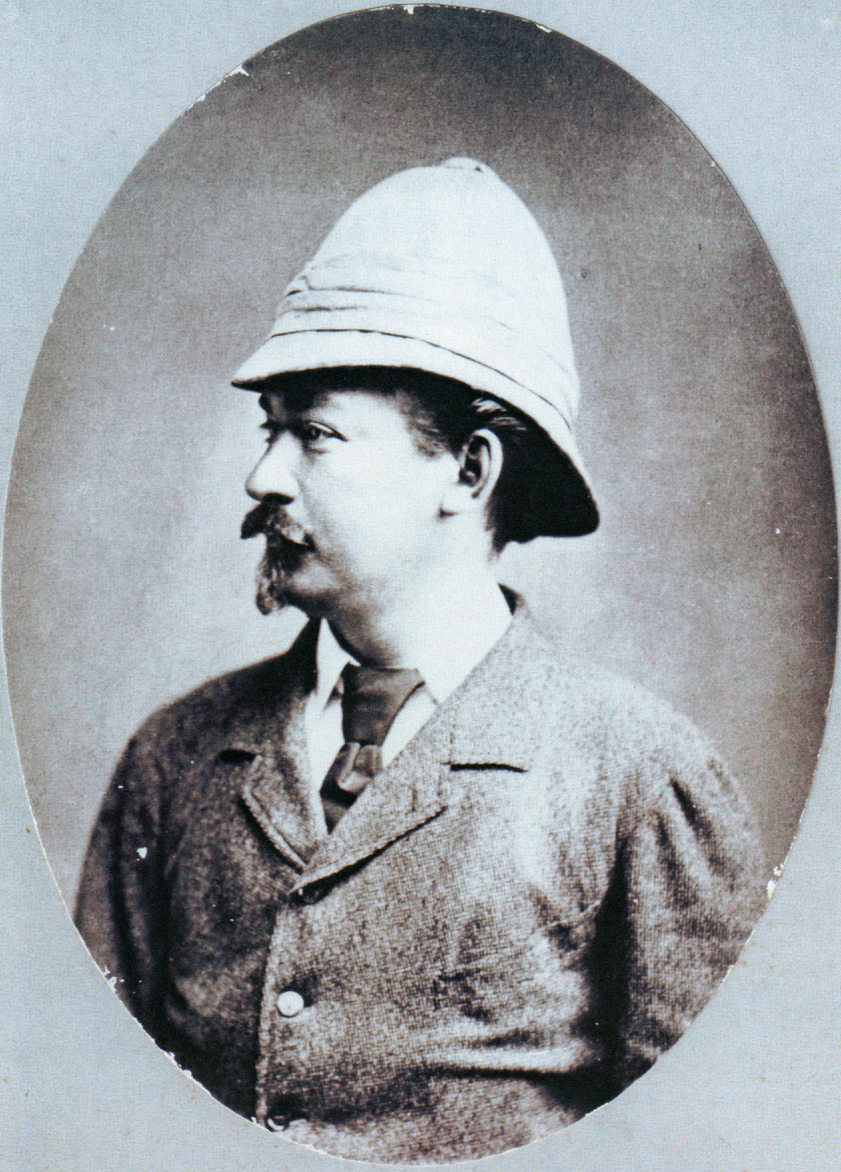
Emil Holub, český cestovatel

### Mládí
Narodila se v Biedermannsdorfu, městečka několik kilometrů jižně od Vídně, do rakouské rodiny Ludwiga Hofa, inspektora staveb. Ve svých 14 letech se roku 1879 poprvé seznámila s Emilem Holubem, po jeho návratu z první africké cesty, když ve Vídni ukládal sbírkové předměty. Následně začala pracovat jako jeho asistentka a do Holuba se zamilovala. Její otec, obávající se skandálu, donutil Holuba, aby se s ní oženil. Svatba proběhla 2. listopadu 1883, manžele oddával misionář, který strávil 20 let na misii v Africe[zdroj⁠?!]. Sama pak projevila přání manžela doprovázet na jeho druhé plánované expedici do jihovýchodní Afriky, stejně jako manželky cestovatelů Davida Livingstona a Samuela Bakera. Měla talent na jazyky (mj. se naučila česky a anglicky), schopnost vyjednávat a uměla také dobře střílet z pušky.

### Holubova druhá africká cesta
Díky podpoře veřejnosti i císařského dvora připravil Holub druhou cestu do Afriky, při níž chtěl z Kapského Města projít celým kontinentem až do Káhiry. V případě komplikací by se obrátil k východu na pobřeží Indického oceánu. Vyplul 22. listopadu 1883 a 22. prosince přistál v Kapském Městě. Provázela jej Rosa a šest mužů, které si vybral pomocí konkurzu: Josef Špíral ze Šťáhlav (1845–1886), Antonín Halouzka z Rajhradu (1860–1901)[zdroj?], Osvald Söllner (??–1886) a Karel Bukač z Vídně (??–1886), Ignác Leeb (1857–1902) z dolnorakouského Harmansdorfu a János Fekete (1859–1894) z maďarského Csongrádu. Každý muž z této šestice ovládal alespoň dvě užitečná řemesla.

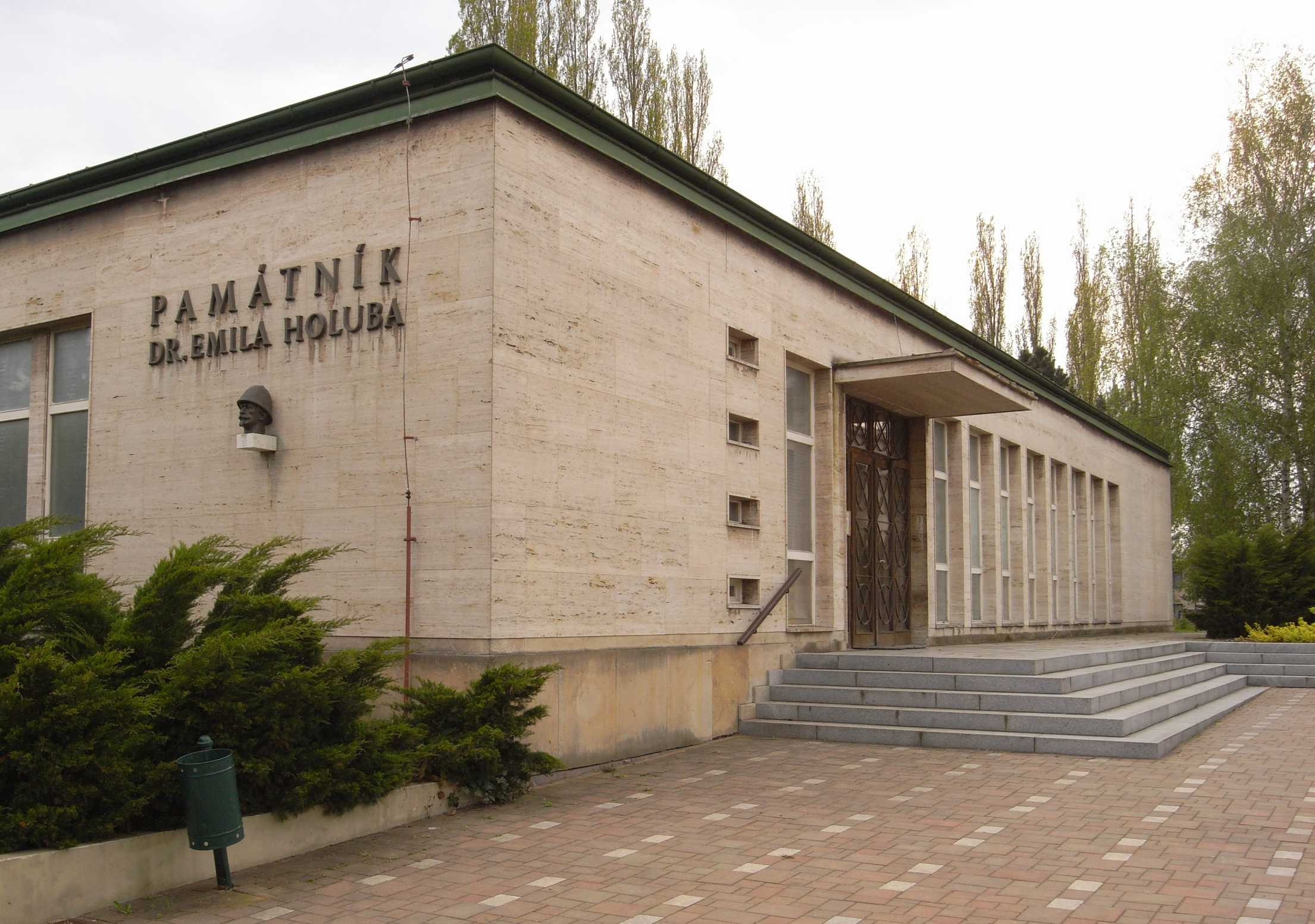
Africké muzeum Dr. Emila Holuba v Holicích

Expedice směřovala z Kapského Města přes řeky Oranje a Vaal do země Bečuánců a Bamangwatů v dnešní Botswaně a dále přes území Loziů (Maruců), Supiů (Mašupiů a Tongů (Matoků) do dnešní Zambie. Na cestě došlo k mnohým nesnázím, jako byl např. úhyn tažných volů po požití jedovatých rostlin, expedice byla poté odkázána pouze na služby domorodých nosičů. Josef Špíral a Karel Bukač zemřeli na malárii nedaleko Viktoriiných vodopádů. Kvůli špatnému zdravotnímu stavu poslal Holub Antonína Halouska domů. V létě roku 1886 Holub opustil území Tongů a vydal se do země bojovných Mašukulumbů (Ilů), kteří nosili zvláštní špičaté účesy. Holub byl prvním Evropanem, který navštívil jejich území. 2. srpna 1886 bojovní Mašukulumbové přepadli Holubův tábor u vesnice Galulongy a zabili Osvalda Söllnera. Zároveň ukradli podstatnou část zásob, zničili sbírky i deníkové záznamy. Holub, Rosa a zbývající dva pomocníci museli uprchnout zpět na území Tongů. Zde byl Ignác Leeb těžce zraněn levhartem a Holub i jeho manželka vážně onemocněli. V cestě už nemohli pokračovat a museli se vrátit zpět. Koncem září roku 1887 přijeli zpět do Čech.
Během expedice se Růžena aktivně účastnila chodu expedice: prováděla měření, odchyt a pozorování zvěře, obstarávala potraviny, posléze se stala administrátorkou expedice. Při napadení tábora kmenem Mašukulumbů hájila tábor s ostatními střelbou.

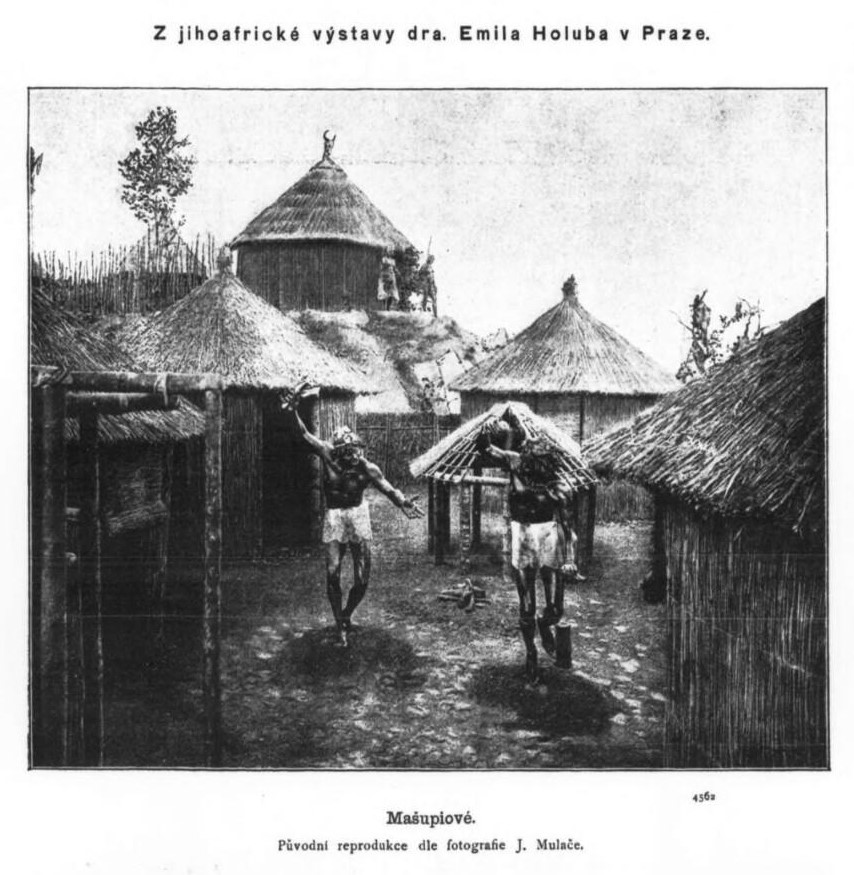
Výstava Emila Holuba 1892 – Mašupiové

### Po návratu

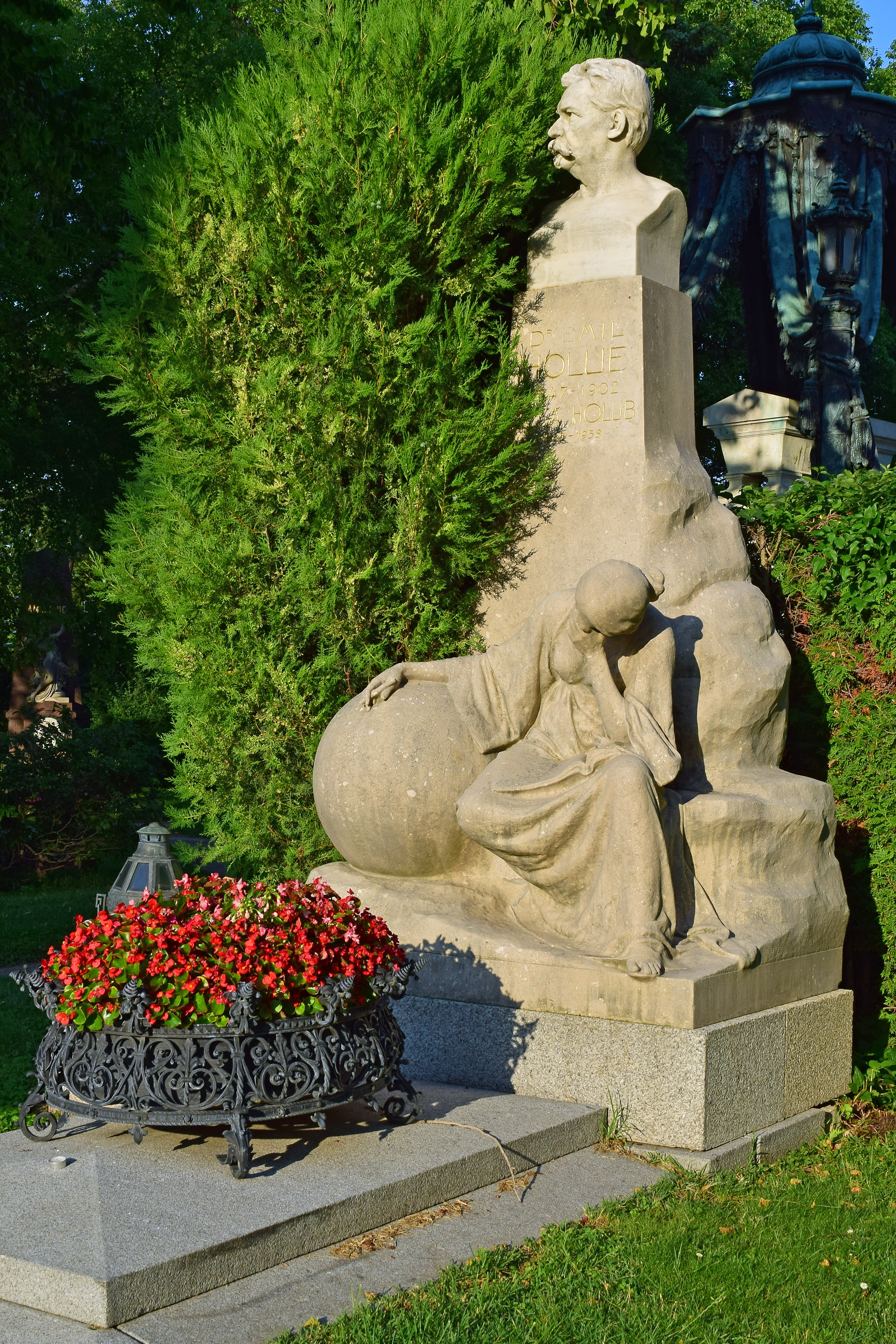
Náhrobek Emila a Rosy Holubových na Vídeňském ústředním hřbitově

Přesto se expedici podařilo shromáždit mnoho přírodovědného i etnografického materiálu a poznatků, které byly oceňovány ve vědeckých kruzích u nás, v Německu, Francii a Anglii. Holubová, stejně jako ostatní účastníci výpravy, byli oceněni vyznamenáním Zlatého záslužného kříže s korunou. Holub plánoval ještě třetí výpravu do Afriky v roce 1889. Tentokrát měl zamířit na popud Leopolda II. do Belgického Konga. Zdravotní stav mu to již nedovolil. Vydal knihu Druhá cesta po Africe – Z Kapského Města do země Mašukulumbů. Uspořádal dvě velké výstavy (1891 ve Vídni a 1892 v Praze), které navštívilo 190 000 návštěvníků. Zájem veřejnosti byl sice mimořádný, pro nízké vstupné však výstavy skončily finanční ztrátou. Nepodařilo se mu získat prostor pro trvalé umístění svých sbírek (okolo 13 000 předmětů) a začal je po částech rozprodávat do zahraničí, nebo je i daroval muzeím, vědeckým institucím a školám. V roce 1894 odjel na dva roky přednášet do USA, po návratu žili s Rosou převážně ve Vídni. V Africe překonal malárii a další tropické nemoci, které se negativně projevily na jeho zdravotním stavu. S manželem Růžena žila ve Vídni až do jeho smrti. V posledním roce života se k těmto komplikacím přidala i rakovina, jíž podlehl 21. února 1902. Pohřben byl 24. února 1902 v „čestném hrobě“ (Ehrengrab) na Wiener Zentralfriedhof (skupina 14 A, číslo 11).

### Po smrti manžela
V roce 1920 jí město Holice, rodiště Emila Holuba, udělilo čestné občanství a domovské právo, v roce 1947 jí bylo navráceno československé občanství. Konec života prožila se svou sestrou v Hietzingu u Vídně a několikrát navštívila Československo. V roce 1957 ji ve vídeňském bytě navštívili cestovatelé Miroslav Zikmund a Jiří Hanzelka.

### Úmrtí
Růžena (Rosa) Holubová zemřela 28. září 1958 ve věku 93 let. V závěti odkázala zbylé věci po manželovi Africkému muzeu Dr. Emila Holuba v Holicích. Byla pochována spolu s manželem na vídeňském ústředním hřbitově.

### Ve filmu
Postavy Emila a Růženy Holubových jsou krátké scéně zobrazeny ve filmu Jára Cimrman, ležící spící z roku 1983 tvůrčí dvojice režiséra Ladislava Smoljaka a scenáristy Zdeňka Svěráka, pracujícím s komediálním mystifikačním konceptem osobnosti českého génia Járy Cimrmana, který se ve filmu setkává s osobnostmi české historie té doby. Na Cimrmanův dotaz k Holubovi, zda se letos zase chystá do Afriky, odpovídá Holubová za manžela podrážděně: „Doma bude, kam by jezdil. Už se narajzoval dost.“, načež Holub suše konstatuje: „Asi ne.“. Pár ztvárnili herci Jiří Zahajský a Nina Divíšková, tehdejší kolegové z pražského Činoherního klubu.